# Kościół św. Wawrzyńca „in Panisperna”
Kościół św. Wawrzyńca in Panisperna (wł. Chiesa di San Lorenzo in Panisperna) – rzymskokatolicki kościół tytularny w Rzymie. 
Świątynia ta jest kościołem rektoralnym parafii Santi Vitale e Compagni Martiri in Fovea oraz kościołem tytularnym. Jest też kościołem stacyjnym z drugiego czwartku wielkiego postu.

## Lokalizacja
Kościół znajduje się w I Rione Rzymu – Monti przy Via Panisperna 90.

## Patron
Patronem świątyni jest św. Wawrzyniec – diakon, który poniósł śmierć męczeńską za wiarę chrześcijańską w 258 roku.

## Nazwa
Pochodzenie określenia „in Panisperna” jest nieznane. Nazwa ulicy Via Panisperna pochodzi od nazwy kościoła (a nie odwrotnie). Istnieje kilka teorii mających wytłumaczyć to określenie:
- nazwa składa się z dwóch łacińskich słów: panis (chleb) i perna (szynka) i miałaby się wywodzić od rozdawania ubogim chleba z szynką (lub jakimś jej średniowiecznym odpowiednikiem) przy furcie klasztoru (istnieje również wersja, że miało się to odbywać w święto św. Wawrzyńca 10 sierpnia na pamiątkę rozdania przez patrona biednym majątku Kościoła)[2]
- dwa rody: Pane i Perna miały mieć w tej okolicy swoje posiadłości[3]
- nazwa ma pochodzić od słowa, którego użył papież Jan XXII w jednej ze swoich bulli, w której określił ten kościół jako Parasperna, przy czym wyraz ten jest różnie tłumaczony:
  - parasperna w antycznej łacinie miał znaczyć „odseparowany”, co z kolei miało się wiązać z tym, że świątynia stała daleko od drogi głównej, ukryta pomiędzy winnicami klasztornym[3]
  - miał powstać z połączenia greckiego słowa para („blisko”) i wywodzącego się ze starożytnej łaciny sperno („granica”), co wskazywałoby, że kościół znajdował się w pobliżu granicy między jakimiś ważnymi posiadłościami[4].

## Historia
Według tradycji kościół zbudowano w IV wieku w miejscu, gdzie męczeńską śmierć poniósł św. Wawrzyniec (chociaż według innej tradycji miało się to stać przy via Tiburtina). Pierwsze wyraźne odniesienie do kościoła znajduje się w Liber Pontificalis dla czasów pontyfikatu papieża Hadriana I (VIII wiek), który odnowił świątynię. W średniowiecznych inwentarzach kościół ten figuruje pod nazwą San Lorenzo in Formoso. W średniowieczu w klasztorze przy kościele mieszkali benedyktyni, później ich miejsce zajęły benedyktynki.
W 1300 roku papież Bonifacy VIII rekonsekrował kościół po przebudowie, a następnie kompleks został przekazany Ubogim Siostrom św. Klary, które wprowadziły się tutaj w roku 1308. Zakonnice z tego klasztoru przyjaźniły się ze św. Brygidą, na jej prośbę uroczystości żałobne po jej śmierci odbyły się w tym właśnie kościele, po czym jej ciało przewieziono do Szwecji, natomiast klaryski zachowały jej modlitewnik, płaszcz, a nawet jedną rękę. 
W latach 1565–1574 kompleks został przebudowany na zlecenie papieża Grzegorza XIII, pracami kierował Francesco da Volterra.
Brama od strony Via Panisperna została dodana w 1754 roku, wtedy też znacząco odrestaurowano wnętrze kościoła. Prace drogowe spowodowały obniżenie poziomu Via Panisperna przed klasztorem, w związku z czym bramę wyposażono w nową klatkę schodową oraz odnowiona na zlecenie papieża Leona XIII w 1893 roku.

## Architektura i sztuka
Dwie rampy prowadzą do bramy wejściowej na dziedziniec. We frontonie nad bramą znajduje się herb papieża Leona XIII.
Dzwonnica ma postać kwadratowej wieży z czerwonej cegły. Z każdej strony znajdują się dwa okrągłe otwory oddzielone kamiennym filarem.
Dwukondygnacyjna fasada pochodzi z 1675 roku, a jej obecny wygląd jest efektem restauracji w 1893 roku. Pierwsza kondygnacja ma cztery pilastry doryckie podtrzymujące belkowanie, a także duże wejście ograniczone wąskimi pilastrami, wspierającymi fronton, którego tympanon zawiera skrzydlatą głowę putta z festonami i wstążkami. Drewniane drzwi z rzeźbionymi panelami są uważane za projekt Carlo Rainaldiego, z tym że dwa środkowe panele w górnym rzędzie nie są oryginalne, ale zostały wstawione w 1893 roku (przedstawiają one św. Wawrzyńca i św. Franciszka). Druga kondygnacja fasady ma cztery jońskie pilastry stojące na cokołach. Wspierają one górne belkowanie z małym trójkątny frontonem nad wewnętrzną parą pilastrów. W środkowej części górnej kondygnacji znajduje się obramowane okrągłe okno, a nad nim tablica z napisem dedykacyjnym: Divi Laurentii M[arty]ris aedes inpanis perna MDLXXIIII.
Wnętrze kościoła ma nawę główną oraz nawy boczne, które zostały podzielone ścianami na boczne kaplice, po trzy z każdej strony. Wygląd wnętrza pochodzi z XVIII wieku. Boczne kaplice są oddzielone szerokimi filarami, z których każdy ma nałożony płytki pilaster koryncki, wspierający wewnętrzne belkowanie z fryzem.
Sklepienie kolebkowe ma półkolistą lunetę okienną nad każdą kaplicą. Duży centralny panel fresku przedstawia Apoteozę św. Wawrzyńca, autorstwa Antonio Bicchierai z około 1700 roku.
Prezbiterium zbudowano na planie kwadratu. Na jego tylnej ścianie znajduje się fresk autorstwa Pasquale Cati Męczeństwo św. Wawrzyńca, który został wykonany w latach 1585–1591.

### Kaplice boczne
Kaplica św. Klary
Pierwsza kaplica po prawej stronie poświęcona jest założycielce klarysek św. Klarze. Obraz ołtarzowy Cud św. Klary autorstwa Antonio Nessi został namalowany w 1756 roku. Na ołtarzu znajduje się również niewielka kopia obrazu Matki Bożej z Pompei.
Kaplica świętych Kryspina i Kryspiniana
Druga kaplica po prawej stronie poświęcona jest braciom męczennikom św. Kryspinowi i Kryspinianowi, patronom szewców. Ołtarz przedstawia świętych patronów otrzymujących korony męczeństwa od aniołów.
Kaplica Niepokalanego Poczęcia
W ostatniej kaplicy po prawej stronie znajduje się obraz ołtarzowy Matki Bożej Niepokalanie Poczętej autorstwa Giuseppe Ranucciego z 1757 roku.
Kaplica św. Franciszka
Pierwsza kaplica po lewej stronie poświęcona jest św. Franciszkowi z Asyżu. Obraz ołtarzowy Stygmaty św. Franciszka jest autorstwa Niccolò Lapiccoli, natomiast mały obraz na ołtarzu przedstawia św. Łucję trzymającą naczynie z wyłupionymi oczami.
Kaplica św. Brygidy
Kaplica św. Brygidy jest drugą po lewej stronie. Obraz ołtarzowy Modlitwa św. Brygidy przed krucyfiksem, autorstwa Giuseppe Montesanti, został wykonany w 1757 roku.
Kaplica krucyfiksu
W ostatniej kaplicy po lewej stronie znajduje się XVIII-wieczny obraz ołtarzowy przedstawiający Kalwarię.

## Kardynałowie prezbiterzy
Kościół św. Wawrzyńca in Panisperna jest jednym z kościołów tytularnych nadawanych kardynałom-prezbiterom (Titulus Sancti Laurentii in Panisperna). Tytuł ten został ustanowiony 6 lipca 1517 roku przez Leona X.
- Domenico Giacobazzi (1517), in commendam  (1517-1528)
- vacat (1528-1561)
- Stanisław Hozjusz (1561-1562)
- vacat (1562-1565)
- Guglielmo Sirleto kardynał-diakon pro illa vice (1565), kardynał-prezbiter (1565-1585)
- Domenico Pinelli (1586-1591)
- Agostino Cusani (1591-1595)
- Lorenzo Bianchetti (1596-1612)
- Decio Carafa (1612)
- Felice Centini OFMConv (1613-1621)
- Eitel Friedrich von Hohenzollern-Sigmaringen (1621-1625)
- vacat (1625-1627)
- Fabrizio Verospi (1627-1633)
- Stefano Durazzo (1634-1666)
- vacat (1666-1670)
- Emmanuel de Bouillon (1670-1676)
- vacat (1676-1686)
- Orazio Mattei (1686-1688)
- vacat (1688-1690)
- Giambattista Rubini (1690-1706)
- Tommaso Ruffo (1706-1709)
- vacat (1709-1714)
- Giulio Piazza (1714-1726)
- Lorenzo Cozza OFM (1726-1727)
- vacat (1727-1728)
- Pietro Luigi Carafa (1728-1737)
- Vincenzo Bichi (1737-1740)
- vacat (1740-1744)
- Giorgio Doria (1744-1745)
- Jan Teodor Wittelsbach (1746-1759)
- Lorenzo Ganganelli OFMConv (1759-1762)
- vacat (1762-1769)
- Buenaventura de Córdoba Espínola de la Cerda (1769-1777)
- vacat (1777-1794)
- Giovanni Battista Bussi de Pretis (1794-1800)
- vacat (1800-1801)
- Valentino Mastrozzi (1801-1809)
- vacat (1809-1817)
- Pietro Gravina (1817-1830)
- Luigi Del Drago (1832-1845)
- Lorenzo Simonetti (1846-1855)
- Johannes von Geissel (1857-1864)
- Luigi Maria Bilio B (1866-1873)
- Ruggero Luigi Emidio Antici Mattei (1876-1883)
- vacat (1883-1890)
- Sebastiano Galeati (1890-1901)
- Giulio Boschi (1901-1919)
- vacat (1919-1925)
- Eustaquio Ilundáin y Esteban (1925-1937)
- Ermenegildo Pellegrinetti (1937-1943)
- Antonio Caggiano (1946-1979)
- Michael Michai Kitbunchu (1983-nadal)